# Mezzerschmitt
Mezzerschmitt ist eine norwegische Extreme-Metal-Band. Die Band wurde von Jan Axel Blomberg und Rune Eriksen, beide Mayhem, und Lars Sørensen von Red Harvest gegründet.

## Bandgeschichte
Die Mitglieder des Projekts wollten zunächst anonym bleiben. Aus diesem Grund gaben sie sich die Pseudonyme „Herr Schmitt“ (Eriksen), „Hauptmann Hammer“ (Blomberg) und „Oberleutnant LS“ (Sørensen). Mezzerschmitt veröffentlichte bisher nur die EP Weltherrschaft.

## Musikstil und Texte
Die Band verwendet Einflüsse aus dem Industrial Metal, ihr Stil ist dennoch vom Black Metal inspiriert.  Die Texte der vier Lieder der EP sind in fehlerhaftem Deutsch verfasst (z. B. lautet ein Titel FeuerZauben). Der Band wurde anfangs ein Hang zum Nationalsozialismus nachgesagt und das Projekt wurde in die rechtsextreme Ecke gerückt. Aufgrund des Namens, der Pseudonyme und des martialischen Image kam es zu den Verdächtigungen. Dies wurde durch mehrere Aussagen von Blomberg untermauert, der sich in Interviews gegen Ausländer in Norwegen aussprach. Rune Eriksen erklärte, dass Weltherrschaft ein ausgedachtes Projekt und somit unpolitisch sei. Die Band wolle eine düstere Zukunftsvision darstellen.

## Diskografie
- Weltherrschaft (EP, 2002)